# Bagualosaurus
Bagualosaurus – rodzaj zauropoda żyjącego ok. 230 mln lat temu w późnym triasie na terenach dzisiejszej Brazylii; jego gatunek typowy, Bagualosaurus agudonensis, znany z formacji Santa Maria na południu tego kraju, pomógł wypełnić lukę w ewolucji od karnickich gadów do późniejszych zauropodomorfów. Jego czaszka, żuchwa i uzębienie przypominają noryckie rodzaje Pantydraco, Efraasia i Plateosaurus, natomiast budowa pozostałego szkieletu przypomina współczesne mu, wczesne dinozaury. Chociaż wyraźnie mniejszy od późniejszych noryckich zauropodomorfów (2,5 m długości), jest wyraźnie większy od współczesnych sobie rodzajów.